# ジョニー・カー
ジョニー・"レッド"・カー (John Graham "Red" Kerr, 1932年7月17日 - 2009年2月26日) はアメリカ合衆国の元バスケットボール選手、指導者、解説者。出身地はイリノイ州シカゴ、出身大学はイリノイ大学。キャリアの大半をシラキュース・ナショナルズ（後のフィラデルフィア・76ers）で過ごし、1955年の優勝に貢献した。選手時代は"Red Kerr"の名前で選手登録していた。

## 経歴
サッカー少年だったカーはチルデン工業高校時代に身長が20cm伸びたため、バスケットに転向せぜるをえなかった。2mまで伸びたカーは優秀なセンターへと成長し、同校のバスケチームをシカゴ市のタイトルへと導いた。
大学はイリノイ大学に進学し、3年間で通算1299得点、平均18.6得点を記録。最終学年には平均25.3得点を記録し、Big10を制して1952年のNCAAトーナメントではチームをFinal4に導いている。
カーは数々の名士を輩出した友愛会ファイ・カッパ・サイのメンバーでもあった。

### NBAキャリア
1954年のNBAドラフトでシラキュース・ナショナルズから全体6位指名を受けたカーは、後にフィラデルフィア・76ersと名を変えるこのチームで11シーズンを過ごすことになる。
カーは大黒柱ドルフ・シェイズの相棒としてルーキーイヤーから10.5得点6.6リバウンドを記録。当時リーグを代表する強豪チームだったナショナルズはこのシーズンのファイナルを制し、カーはNBA1年目にして優勝を経験した。以後カーは順調に成績を伸ばしていき、3年目の1956-57シーズンには初の平均ダブル・ダブルとなる12.4得点11.2リバウンドを記録し、5年目の1958-59シーズンにはキャリアハイとなる17.8得点14.0リバウンドを記録した。1960年代に入るとチームの中心はシェイズから若手のハル・グリアらに移り、一時停滞していたナショナルズは活気を取り戻し、カーも毎シーズン平均16得点13リバウンド前後を記録する優秀なビッグマンとしてチームを支えた。しかし1964-65シーズンには怪物センターウィルト・チェンバレンが移籍してきたため、カーの出場時間は一気に削られ、また32歳とベテランの域に達していたカーは、このシーズンを最後に長年過ごした76ers（1963年に改名）から放出されることになった。
移籍先のボルティモア・ブレッツでは3番手センターながら11.0得点8.3リバウンドを記録した。このシーズン終了後に彼の故郷でもあるシカゴにシカゴ・ブルズが誕生し、エクスパンションドラフトの結果カーはブルズに移籍することになったが、カーはヘッドコーチになるのを望み、引退を表明した。
NBA通算成績は12シーズン905試合の出場で、12,480得点10,092リバウンド、平均13.8得点11.2リバウンドだった。

### コーチキャリア
カーはシカゴ・ブルズを生まれたばかりのチームにもかかわらず、創部元年の1966-67シーズンからプレーオフ進出に導き、最優秀コーチ賞に選ばれた。ブルズは誕生したそのシーズンからプレーオフ進出を果たした最初のエクスパンションチームとなった。翌1967-68シーズンは序盤を1勝15敗と大きく躓くも、その後持ち直して29勝53敗を記録し、プレーオフには辛うじて出場した。しかしこの頃からオーナーディック・クラインとの確執が深まり、カーはこのシーズンを最後にブルズから退団した。
カーがブルズを退団したこの年、新たにフェニックス・サンズが誕生し、カーはまたもやエクスパンションチームのヘッドコーチに就くことになった。サンズでは2シーズン采配を振ったが、いずれも勝ち星を20勝台に乗せることができず、1970年にヘッドコーチから解任された。
コーチキャリア通算成績は4シーズン283試合、93勝130敗、勝率.329、プレーオフ進出は2回だった。

### 解説者
コーチ職を辞してからはフェニックス・サンズの解説者となった。現在のカーは元選手、コーチとしてよりも、機知に富んだ名コメンテーターとして知られている。1974年にはNBAのライバルリーグABAのバージニア・スクワイアーズの管理職となったが、その後シカゴ・ブルズの解説者になり（この時すでにディック・クラインは他の経営陣によりチームから追放されていた）、2008年までの長期に渡って同職を務めるブルズの名物解説者となった。

### 死去
2009年2月26日、前立腺癌のため亡くなった。76歳だった。同日にはノーム・ヴァン・ライアーも亡くなっている。

## 業績・その他
- 選手としてのカーの特筆すべき点として、その頑丈さがあげられる。カーはナショナルズでNBAデビューを飾って以来、ナショナルズ及び76ersで過ごした11年間、一度も試合を休んだことはなかった（ラストシーズンを過ごしたブレッツでは11試合欠場するが、その理由は試合中の怪我ではなく、車道の雪掻きの最中に足首を捻挫したことだった）。連続834試合出場では、1983年にランディ・スミスに破られるまではNBA最長記録だった。
- サンズの解説者となって最初の試合、サンズの1点ビハインドで残り5秒を迎えたとき、元NBA選手でアナウンサーのホット・ロッド・ハンドリーから「この状況で君ならどうする？」と尋ねられ、「それが分かるなら僕は君とこんな所に座っていないよ」と返した。
- ブルズの大スター、マイケル・ジョーダンは試合前にカーの解説者席の前で滑り止めの粉をばらまくのが恒例となっていた。ジョーダンが引退してきた時、その恒例行事はスコッティ・ピッペンに引き継がれた。

主な業績
- オールスター　1956年, 1959年, 1963年
- 最優秀コーチ賞　1967年